# Хлопуновська сільська рада
Хлопуно́вська сільська рада (рос. Хлопуновский сельский совет) — сільське поселення у складі Шипуновського району Алтайського краю Росії.
Адміністративний центр — село Хлопуново.

## Населення
Населення — 1068 осіб (2019; 1194 в 2010, 1305 у 2002).

## Склад
До складу сільської ради входять:
| Населений пункт   | Населення, осіб (2002) | Населення, осіб (2010) |
| ----------------- | ---------------------- | ---------------------- |
| Хлопуново, село   | 1188                   | 946                    |
| Хлопуново, селище | 117                    | 248                    |